# ESF Iserlohn
ESF Iserlohn (offiziell: Eissportfreunde Iserlohn e. V.) war ein Eishockeyverein aus Iserlohn.

## Geschichte
Die Eissportfreunde Iserlohn wurden am 26. September 1978 in das Vereinsregister des Amtsgerichts Iserlohn unter der Nummer VR 767 eingetragen.
1988 stiegen die Eissportfreunde in die NRW-Liga auf. Dort wurden sich zwei Jahre später Dritter und verpassten zunächst in der Qualifikationsrunde zur Regionalliga West den Aufstieg. Durch die Rückzüge des GSC Moers und den ESC Ahaus rückten die Iserlohner in die Regionalliga nach. In der folgenden Regionalliga-Saison 1990/91 konnten die Eissportfreunde lediglich den ESC Soest hinter sich lassen und stiegen direkt wieder ab. Ein Jahr später wurden die Iserlohner prompt in die Landesliga durchgereicht. Im Jahre 1994 fusionierten die Eissportfreunde mit dem Königsborner JEC zum EC Devils Königsborn. Vor der Fusion mit dem Königsborner Verein nannte sich der Verein in Folge Eissportfreunde, Iserlohner Eissportfreunde, ECD Fan-Club Blau-Weiß und Eishockey-Club Devils Iserlohn '94.